# 33ste Oscaruitreiking
De 33ste Oscaruitreiking, waarbij prijzen worden uitgereikt aan de beste prestaties in films in 1960, vond plaats op 17 april 1961 in het Santa Monica Civic Auditorium in Santa Monica, Californië. De ceremonie werd gepresenteerd door Bob Hope.
Omdat de uitreiking voor het eerst op de nieuwe locatie plaatsvond en niet in het Pantages Theater, had de organisatie een 
rode loper over de looproute gelegd. Die droeg zozeer bij aan de allure van de avond, dat hij sindsdien altijd is gebleven en spreekwoordelijk is geworden.
De grote winnaar van de 33ste Oscaruitreiking was The Apartment, met in totaal 10 nominaties en 5 Oscars.

## Winnaars

### Films
| Categorie               | Winnaar                        | Regie           |
| ----------------------- | ------------------------------ | --------------- |
| Beste Film              | The Apartment                  | Billy Wilder    |
| Beste Buitenlandse Film | De maagdenbron                 | Ingmar Bergman  |
| Beste Documentaire      | The Horse with the Flying Tail | Larry Lansburgh |

### Acteurs
| Categorie                  | Winnaar          | Film          |
| -------------------------- | ---------------- | ------------- |
| Beste Mannelijke Hoofdrol  | Burt Lancaster   | Elmer Gantry  |
| Beste Vrouwelijke Hoofdrol | Elizabeth Taylor | Butterfield 8 |
| Beste Mannelijke Bijrol    | Peter Ustinov    | Spartacus     |
| Beste Vrouwelijke Bijrol   | Shirley Jones    | Elmer Gantry  |

### Regie
| Categorie       | Winnaar      | Film          |
| --------------- | ------------ | ------------- |
| Beste Regisseur | Billy Wilder | The Apartment |

### Scenario
| Categorie                | Winnaar                       | Film          |
| ------------------------ | ----------------------------- | ------------- |
| Beste Origineel Scenario | Billy Wilder I. A. L. Diamond | The Apartment |
| Beste Bewerkt Scenario   | Richard Brooks                | Elmer Gantry  |

### Speciale prijzen
| Categorie                        | Winnaar                                  |  |
| -------------------------------- | ---------------------------------------- |  |
| Honorary Award                   | Gary Cooper, Stan Laurel en Hayley Mills |  |
| Jean Hersholt Humanitarian Award | Bob Hope                                 |  |